# Conognatha tomyris
Conognatha tomyris es una especie de escarabajo del género Conognatha, familia Buprestidae. Fue descrita científicamente por Gistel en 1857.